# Kanton Mirecourt
Mirecourt is een kanton van het departement Vogezen in Frankrijk. Het kanton maakt deel uit van het arrondissement Neufchâteau.

## Geschiedenis
Bij toepassing van het decreet van 27 februari 2014 werd op 22 maart 2015 het aangrenzende kanton Châtenois opgeheven en werden zijn gemeenten, met uitzondering van Rouvres-la-Chétive, opgenomen in het kanton Mirecourt. Het aantal gemeenten in het kanton nam hierdoor toe van 32 naar 56.

## Gemeenten
Het kanton Mirecourt omvat de volgende gemeenten:
- Ambacourt
- Aouze
- Aroffe
- Balléville
- Baudricourt
- Biécourt
- Blémerey
- Boulaincourt
- Châtenois
- Chauffecourt
- Chef-Haut
- Courcelles-sous-Châtenois
- Darney-aux-Chênes
- Dolaincourt
- Dombasle-en-Xaintois
- Dommartin-sur-Vraine
- Domvallier
- Gironcourt-sur-Vraine
- Frenelle-la-Grande
- Frenelle-la-Petite
- Houécourt
- Hymont
- Juvaincourt
- Longchamp-sous-Châtenois
- Maconcourt
- Madecourt
- Mattaincourt
- Mazirot
- Ménil-en-Xaintois
- Mirecourt
- Morelmaison
- La Neuveville-sous-Châtenois
- Oëlleville
- Ollainville
- Pleuvezain
- Poussay
- Puzieux
- Rainville
- Ramecourt
- Remicourt
- Removille
- Repel
- Rouvres-en-Xaintois
- Saint-Menge
- Saint-Paul
- Saint-Prancher
- Sandaucourt
- Soncourt
- Thiraucourt
- Totainville
- Valleroy-aux-Saules
- Vicherey
- Villers
- Viocourt
- Vouxey
- Vroville